# Theridion negebense
Theridion negebense là một loài nhện trong họ Theridiidae.
Loài này thuộc chi Theridion. Theridion negebense được miêu tả năm 1982 bởi Levy & Amitai.